# 卡洛·切廖尼
卡洛·切廖尼（義大利語：Carlo Cerioni，1925年11月11日—2009年12月29日），生于罗马，意大利男子篮球运动员。他曾代表意大利参加1948年和1952年夏季奥林匹克运动会篮球比赛，均获得第十七名。